# Бунины
Бу́нины — древний русский дворянский род.
При подаче документов для внесения рода в Бархатную книгу были представлены две родословные росписи Буниных: Романа (08.03.1687) и Кузьмы Буниных (1686).
По официальным данным, родоначальниками были:
1. Яков Иванович Бунин, внуки которого, Борис и Афанасий Фёдоровичи Бунины, были вёрстаны поместными окладами (1649). Род записан в VI часть родословной книги Рязанской губернии[3],
2. Леонтий Клементьевич, верстанный поместьем (1670). Род записан в VI часть родословной книги Рязанской губернии[3],
3. Яков Савельевич Бунин, московский дворянин, живший в самом конце XVII века. Род внесён в родословные книги Орловской и Воронежской губерний.

Древнего происхождения и роды Буниных, записанные в VI часть родословных книг Тамбовской, Оренбургской и Уфимской губерний, но Герольдией правительственного Сената не утверждённые и записанные во II и III части родословной книги (по личным заслугам).

## Происхождение и история рода
Существует несколько древних дворянских родов Буниных, происходящих, по преданию, от "мужа знатна" Семёна (Симеона) Буникевского (Бунковскаго, от пол. Bonikowski), выехавшего из Польши в XV столетии к великому князю Василию Васильевичу. Правнук его — Александр Лаврентьевич, служил по Владимиру, убит при взятии Казани (1552) и имя его записано в синодик московского Успенского собора на вечное поминовение. Иван Бунин, стрелецкий голова, мужественно отразил нападение поляков на Курск (1634). Стольник Козьма Леонтьевич за службу и храбрость жалован поместьем (1676).

## Описание гербов

### Герб Буниных 1785 г.
В Гербовнике Анисима Титовича Князева имеется печать с гербом Афанасия Ивановича Бунина: в щите, имеющем серебряное поле, изображен скачущий в правую сторону, по зелёному полю, серебряный единорог (польский герб Боньча). Щит увенчан коронованным дворянским шлемом. Нашлемник: выходящий до половины серебряный единорог. Цветовая гамма намёта не определена.

### Герб. Часть VII. № 15
В щите, имеющем голубое поле, изображён перстень и вокруг него три продолговатых серебряных креста. Щит увенчан дворянским шлемом и короной со страусовыми перьями. Намёт на щите голубой, подложенный серебром. Герб внесён в Общий гербовник дворянских родов Российской империи, часть 7, 1-е отд., стр. 15.

## Известные представители рода
- Бунины: Афанасий Тимофеевич, Иван Афанасьевич, Иван Тимофеевич, Прохор Данилович — белёвские городские дворяне (1627-1629).
- Бунин Иван Афанасьевич — воевода в Черпавском остроге (1637).
- Бунин Никита — воевода в Черни (1664-1665).
- Иван Михайлович Бунин- Белебей. Предводитель дворянства в Белебее. Вошел в историю, как просветитель.
- Борис Иванович Бунин. Сын Ивана Михайловича Бунина. ( Белебей -Ольга) Известный русский путешественник. Друг Арсеньева. Полковник. Во время русско-японской войны, начальник контрразведки одного из фронтов.
- Бунины: Анисим Клементьевич, Афанасий Федорович, Василий Борисович, Иван Афанасьевич, Леонтий Клементьевич, Никита Афанасьевич — московские дворяне (1686 - 1692).
- Бунин Леонтий — воевода в Ольшанске (1677-1678).
- Бунины: Алфим Иванович, Андрей  и Артемий Романовичи, Кузьма Леонтьевич, Лука Леонтьевич, Лука Никитин — стольники (1692)[8][9].
- Бунин, Афанасий Иванович — отец В. А. Жуковского.
- Бунин, Алексей Николаевич (1827—1906) — русский помещик, отец писателя И. А. Бунина.
  - Бунин, Юлий Алексеевич (1857—1921) — русский поэт, старший брат И. А. Бунина.
  - Бунин, Иван Алексеевич (1870—1953) — русский поэт и писатель.
    - Муромцева-Бунина, Вера Николаевна (1881—1961) — переводчица, мемуаристка, автор литературных статей. Жена И. А. Бунина, племянница С. А. Муромцева.
- Бунина, Анна Петровна (1774—1829) — русская поэтесса и переводчица.
- Бунин, Иван Петрович (1773—1859) — капитан-лейтенант, учредитель кронштадтского морского собрания[10], брат Анны Петровны.